# Gary Lewis & the Playboys
Gary Lewis & the Playboys war eine US-amerikanische Popband der 1960er Jahre.

## Geschichte
Gary, der Sohn von Jerry Lewis, bekam zu seinem vierzehnten Geburtstag ein Schlagzeug. Das Spielen gefiel ihm so sehr, dass er beschloss eine Band zu gründen. Er nannte sie The Playboys und war nach einigen Jahren so weit, dass er sich mit ihr 1964 für den Job einer Hausband in Disneyland bewarb. Die Playboys bekamen den Job, daraufhin folgten Auftritte in der Fernsehshow Shindig und das wiederum führte zu einem Plattenvertrag.
Direkt ihre erste Single This Diamond Ring wurde ein Hit und Millionenseller. Den Song hatte Al Kooper komponiert.
Bis 1968 war die Band regelmäßig in den amerikanischen Charts vertreten. Dabei hatte sich die Band eigentlich bereits 1966 aufgelöst, als Gary für zwei Jahre zum Militär musste. Doch die Plattenfirma hatte noch genügend aufgenommene Titel der Gruppe vorrätig, um dies zu überbrücken. 
Bei seiner Rückkehr 1968 versuchte Gary Lewis die Playboys wieder auf die Beine zu stellen. Doch jetzt hatte die Gruppe nur noch wenig Erfolg und löste sich bald endgültig auf. Die meisten Mitglieder schlossen sich anderen Bands an oder wurden Studiomusiker. Lediglich Carl Radle erreichte einen gewissen Bekanntheitsgrad als Mitspieler bei Eric Clapton oder Joe Cocker.
Gary Lewis tritt heute noch gelegentlich mit verschiedenen Formationen, deren Namensbestandteil jeweils Playboys ist, im amerikanischen Mittelwesten auf.

## Mitglieder
- Gary Lewis (Cary Levitch), * 31. Juli 1946, Schlagzeug
- Al Ramsey, * 27. Juli 1943, Gitarre

ersetzt durch Tom Tripplehorn, * 2. Februar 1944
- John R. West, * 31. Juli 1939, Gitarre

ersetzt durch James Karstein
- David Walker, * 12. Mai 1943, Keyboard
- David Costell, * 15. März 1944, Bassgitarre

ersetzt durch Carl Radle, * 18. Juni 1945

## Diskografie

### Alben
| Jahr | Titel                                      | Höchstplatzierung, Gesamtwochen, AuszeichnungChartsChartplatzierungen (Jahr, Titel, Platzierungen, Wochen, Auszeichnungen, Anmerkungen) | Anmerkungen |
| Jahr | Titel                                      | US | Anmerkungen |
| ---- | ------------------------------------------ | --- | ----------- |
| 1965 | This Diamond Ring                          | US26 (25 Wo.)US |             |
| 1965 | A Session With Gary Lewis And The Playboys | US18 (20 Wo.)US |             |
| 1966 | Everybody Loves A Clown                    | US44 (16 Wo.)US |             |
| 1966 | She’s Just My Style                        | US71 (17 Wo.)US |             |
| 1966 | Hits Again!                                | US47 (24 Wo.)US |             |
| 1966 | Golden Greats                              | US10 Gold · (46 Wo.)US |             |
| 1967 | (You Don’t Have To) Paint Me A Picture     | US79 (16 Wo.)US |             |
| 1967 | New Directions                             | US185 (4 Wo.)US |             |
| 1968 | Gary Lewis Now!                            | US150 (9 Wo.)US |             |

### Singles
| Jahr | Titel Album                            | Höchstplatzierung, Gesamtwochen, AuszeichnungChartplatzierungen (Jahr, Titel, Album, Platzierungen, Wochen, Auszeichnungen, Anmerkungen) | Höchstplatzierung, Gesamtwochen, AuszeichnungChartplatzierungen (Jahr, Titel, Album, Platzierungen, Wochen, Auszeichnungen, Anmerkungen) | Anmerkungen                   |
| Jahr | Titel Album                            | UK | US | Anmerkungen                   |
| ---- | -------------------------------------- | --- | --- | ----------------------------- |
| 1965 | This Diamond Ring                      | — | US1 Gold · (12 Wo.)US |                               |
| 1965 | Count Me In                            | — | US2 (11 Wo.)US |                               |
| 1965 | Save Your Heart For Me                 | — | US2 (11 Wo.)US |                               |
| 1965 | Everybody Loves A Clown                | — | US4 (11 Wo.)US |                               |
| 1965 | She’s Just My Style                    | — | US3 (12 Wo.)US |                               |
| 1966 | Sure Gonna Miss Her                    | — | US9 (9 Wo.)US |                               |
| 1966 | Green Grass                            | — | US8 (8 Wo.)US |                               |
| 1966 | My Heart’s Symphony                    | UK36 (7 Wo.)UK | US13 (7 Wo.)US | Charteinstieg in UK erst 1975 |
| 1966 | (You Don’t Have To) Paint Me A Picture | — | US15 (8 Wo.)US |                               |
| 1966 | Where Will The Words Come From         | — | US21 (9 Wo.)US |                               |
| 1967 | The Loser (With A Broken Heart)        | — | US43 (6 Wo.)US |                               |
| 1967 | Girls In Love                          | — | US39 (6 Wo.)US |                               |
| 1967 | Jill                                   | — | US52 (7 Wo.)US |                               |
| 1968 | Sealed With A Kiss                     | — | US19 (14 Wo.)US |                               |
| 1969 | Rhythm Of The Rain                     | — | US63 (12 Wo.)US |                               |